# 가쓰노역
가쓰노역(일본어: 勝野駅)은 일본 후쿠오카현 구라테군 고타케정에 위치한 규슈 여객철도 지쿠호 본선의 철도역이다. 섬식 승강장 1면 2선의 구조를 갖춘 지상역이다.

## 역 주변
- 국도 제200호선
- 온가 강
- 규슈 전력 노가타 변전소

## 역사
- 1901년 2월 13일 : 규슈 철도가 개설.
- 1902년 2월 19일 : 이 역 - 미야타 간 지선 개통.
- 1907년 6월 1일 : 규슈 철도가 국유화되어, 일본 제국 철도성이 소관.
- 1987년 4월 1일 : 일본국유철도 분할 민영화에 의해, 규슈 여객철도가 승계.
- 1989년 12월 23일 : 미야타 선 폐지.
- 2009년 3월 1일 : IC카드 SUGOCA 사용 개시.

## 인접 역
| 지쿠호 본선              | 지쿠호 본선         | 지쿠호 본선        |
| ------------------------ | ------------------- | ------------------ |
| 지쿠젠우에키 노가타 방면 | ■ 후쿠호쿠유타카 선 | 고타케 하카타 방면 |